# R. A. S. Macalister

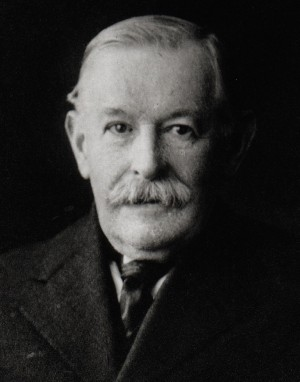
R. A. S. Macalister

Robert Alexander Stewart Macalister (* 8. Juli 1870 in Dublin; † 26. April 1950 in Cambridge) war ein irischer Archäologe.
Macalister wurde 1870 in Dublin als Sohn einer schottischen Familie geboren. Sein Vater Alexander Macalister war ab 1883 Professor für Anatomie an der University of Cambridge.
Er studierte an der University of Cambridge. Ab 1898 führte er zusammen mit Frederick J. Bliss einige Ausgrabungen im Nahen Osten durch, unter anderem bei Aseka. Von 1900 bis 1909 war er Direktor des Palestine Exploration Fund. Unter seiner Leitung kam es zu weiteren Ausgrabungen in Gezer. Hierbei wurde unter anderem der Gezer-Kalender entdeckt.
1909 wurde Macalister Professor für keltische Archäologie am University College Dublin, was er bis zu seinem Ruhestand 1943 blieb. Er führte mehrere Ausgrabungen und Feldbegehungen durch. Von 1924 bis 1928 fungierte er als Präsident der Royal Society of Antiquaries of Ireland und war danach bis 1931 Präsident der Royal Irish Academy. In dieser Rolle setzte er sich für den Schutz archäologischer Fundstellen ein. Viele seiner Vorschläge wurden mit dem National Monuments Act von 1930 realisiert. Als infolge des Gesetzes das National Monuments Advisory Council gegründet wurde, wurde Macalister dessen erster Vorsitzender. Dem nordirischen Äquivalent dieses Komitees gehörte er ebenfalls an. Nach seinem Ruhestand zog er zu seiner Schwester nach Cambridge. Dort starb er 1950.
Während seiner akademischen Laufbahn war Macalister ein sehr aktiver Autor und betätigte sich auch interdisziplinär. Neben mehreren hundert Papern und einer Vielzahl von Büchern über irische Archäologie, europäische Archäologie und Archäologie des Nahen Ostens veröffentlichte Macalister auch über irische Epigraphik sowie über die Geschichte und Sprachen des Nahen Ostens.